# Microsoft Small Basic
Microsoft Small Basic — язык программирования и среда разработки. Разработан компанией Microsoft. Предназначен для начинающих разработчиков, прежде всего детей, желающих постигнуть основы создания программ. Small basic преодолел рубеж в 310 тысяч загрузок.

## Язык
Основные преимущества:
- Очень простая среда разработки — текстовый редактор с многофункциональной подсказкой и лишь несколько кнопок для редактирования текста и запуска программ.
- Простой язык, включающий всего 14 ключевых слов (Else, ElseIf, EndFor, EndIf, EndSub, EndWhile, For, Goto,If, Step, Sub, Then, To, While).
- Встроенная в среду разработки контекстная документация по всем элементам языка
- Возможность расширения компонентов Small Basic для включения дополнительного функционала (такая возможность может понадобиться создателям онлайн-сервисов — можно дать возможность посетителям создать что-то своё с использованием сервиса и Small Basic). Например, в поставке уже идут возможности по работе со службами Flickr.

### Примеры программ

##### Привет, мир! (Hello, world!)
```
TextWindow.WriteLine("Привет, мир!")

```

##### Черепашка
```
Turtle.Show()
For i=1 To 4
  Turtle.Move(100)
  Turtle.TurnRight()
EndFor

```

## Развитие языка
26 июня 2009 года вышла версия 0.5.1, в которой весь API был переведен на русский язык.
23 октября 2009 года языку исполнился год с момента выпуска первого публичного релиза, а также выпущена версия 0.7, в которой появилась функция портирования программ из Small Basic в Visual Basic .NET.
11 июня 2010 года Small Basic преодолел рубеж в 300 тысяч загрузок.
12 июля 2011 года вышла версия 1.0.
25 марта 2015 года вышла версия 1.1, в которой добавили поддержку NET.Framework 4.5 тем самым убрав совместимость с Windows XP.
23 октября 2015 года вышла версия 1.2, в которой добавлены библиотеки для работы с сенсорам Kinect.